# Inmigración chilena en Australia
Los chilenos en Australia son las personas expatriadas originarias de Chile o de ascendencia chilena que viven en Australia y que poseen la nacionalidad chilena. Los chilenos son el principal grupo de hispanoamericanos y el segundo mayor grupo de descendientes de latinoamericanos que residen en Australia, además de ser la segunda diáspora chilena más numerosa fuera de América. Las mayores comunidades chileno-australianas se encuentran principalmente en Sídney, Melbourne y Canberra.

## Demografía
Según el censo australiano del 2006, 23.305 australianos nacieron en Chile mientras que 25.439 demandó ascendencia chilena, ya sea solo o con otra ascendencia. El censo de 2001 australiano informa que el 63% de los encuestados de origen chileno nombraron su ascendencia principal como española, mientras que otros nominados declararon su ascendencia como croata (19%), alemana (8%), italiana (6%) o ascendencia inglesa (4%).
Las mayores comunidades chilenas en Australia se encuentran en Sídney (10.909 residentes, resultado del censo de 2006) y Melbourne (6.530).
Un estudio del gobierno de Chile realizado por el Instituto Nacional de Estadísticas de Chile en 2003-04 y publicado en 2005 encontró que vivían en Australia un 33.626 de la primera y segunda generación de descendientes de chilenos. Esta cifra fue reunida tras combinar la población registrada en el censo australiano del 2001 y el registro nacional de los chilenos que viven en el extranjero. Una estimación de descendientes chilenos en Australia (incluyendo aquellos que nacieron en Chile y aquellos de ascendencia chilena) da como aproximado 40.000, otra estimación del año 2006 da una cifra tan alta como 45.000.

## Historia y antecedentes culturales

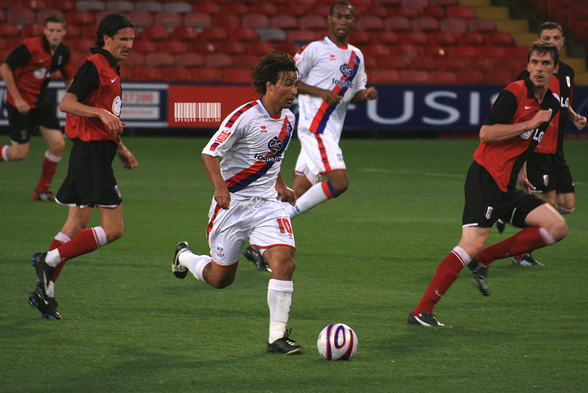
Nick Carle

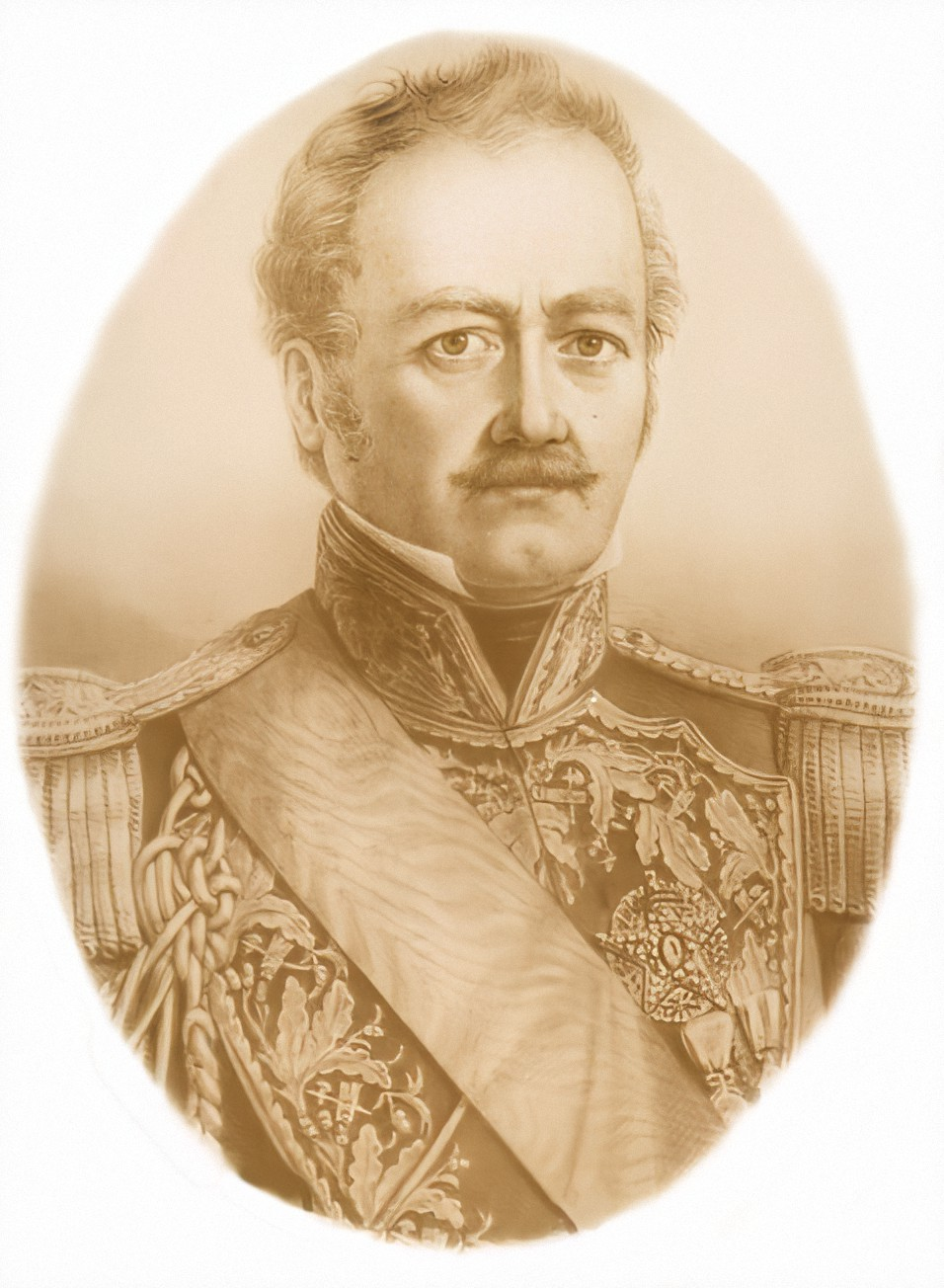
Ramón Freire

En 1837,  dos chilenos llegaron a Sídney, el primero registrado en Australia. Uno era el expresidente chileno Ramón Freire, exiliado de Chile después de intentar volver a tomar el poder en un golpe de Estado. Aunque no se estableció en Australia, sin embargo finalmente volvió a su patria. La migración chilena en Australia se produjo en diferentes momentos desde finales del siglo XIX y durante el siglo XX. Inclusive uno de los fundadores del partido laborista quien sería, primer ministro de Australia, Chris Watson, nació en Valparaíso, Chile hijo de un ciudadano chileno de ascendencia alemana. Los chilenos primero llegaron en grandes cantidades en la década de 1970 y 1980, en su mayoría en el exilio como consecuencia de la dictadura militar de Augusto Pinochet (1973-1989). Estudios de migración demuestran que a finales del siglo XX, la migración chilena a Australia se produjo en tres olas distinguibles. En los años 60, especialmente entre los años 1968-70, alrededor de 1.500-2.000 chilenos llegaron a Australia como consecuencia de la recesión económica producida durante el gobierno de Eduardo Frei Montalva y el alto nivel de desempleo en la terminación de su administración. La mayoría de estas personas eran de clase media y de buena educación, su migración se ve que tiene una base económica.

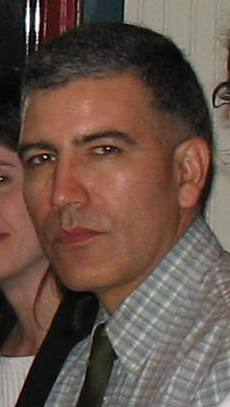
Frank Duarte

El segundo grupo importante en llegar probablemente fue motivado por las elecciones presidenciales de Salvador Allende en 1970. Allende fue el primer presidente marxista del mundo en ser elegido democráticamente . Su ascensión a la Presidencia provocó un alto nivel de incertidumbre entre las clases altas y medias profesionales y de medianos y pequeños burgueses, dado que su plataforma indicaba la nacionalización y estatización total de la minería, industria , servicios, banca y agricultura entre otros. La inestabilidad política y económica que siguió provocó que muchos chilenos huyeran de la amenaza de inestabilidad política y social. Este grupo fue, otra vez, clase media mayoritariamente, con recursos suficientes (educación y Finanzas) para establecerse como pequeños empresarios dentro de Australia. En 1971, 3.760 personas de origen chileno fueron registrados en Australia. En este grupo llegó el físico y autor Frank Duarte, quien se convirtió en el primer sudamericano en graduarse con un doctorado de una Universidad australiana y también en líder del movimiento de reforma de la ciencia Macquarie.
La tercera ola distinguible de la inmigración a Australia fue más grande en número y en gran medida, se caracterizó en gran parte por los chilenos que huyeron de su patria como consecuencia de los acontecimientos políticos después del Golpe de Estado en Chile de 1973 y la posterior dictadura militar de Augusto Pinochet
Esta ola de migrantes chilenos fue bastante heterogénea, compuesto en la mayoría por trabajadores calificados y a veces, con familias. En este sentido, la clase media profesional universitaria fue representada solamente en la minoría. Miembros de la elite política izquierdista e intelectuales de izquierda también eran pequeños en números, debido a su preferencia por establecerse en Europa Oriental y las Naciones socialistas en América Latina porque Australia era muy rigurosa para otorgar el status de refugiado político y exigía acreditar informes de la Cruz Roja Internacional que certificara que la persona había sido prisionera o torturada. La expresidenta chilena Michelle Bachelet vivió brevemente en Australia con su familia tras ocurrido poco después el golpe de Estado de 1973, posteriormente se trasladó a Alemania Oriental.